# Центер, Аарон
Аарон Центер (нем. Aaron Zehnter; родился 31 октября 2004 года, Зондерхофен, Германия) — немецкий футболист, полузащитник клуба «Вольфсбург».

## Клубная карьера
Аарон Центер — воспитанник футбольных клубов «Зондерхофен», «Вюрцбургер», «Вюрцбургер Киккерс» и «Аугсбург». Дебют в «Аугсбург II» состоялся 1 марта 2022 года в матче против футбольного клуба «Розенхайм 1860». За «Аугсбург» дебютировал в кубке Германии против «Блау-Вайсс Лоне». В матче против футбольного клуба «Ханкофен-Хайлинг» за резервную команду забил гол и отдал голевую передачу. 3 февраля 2023 года дебютировал в чемпионате Германии в матче против футбольного клуба «Байер 04».
4 января 2024 года перешёл в клуб Второй Бундеслиги «Падерборн 07».

## Карьера в сборной
Играл за сборные Германии до 18 и 19 лет.